# Иоганн III Остфрисландский
Иоганн III Остфрисландский (нем. Johann III von Ostfriesland; 1566, Аурих — 23 января 1625, Ритберг), граф фон Ритберг — государственный и военный деятель Священной Римской империи и Испанской империи.

## Биография
Сын Эдцарда II, графа Остфрисландии, и Катарины Шведской, младший брат графа Энно III.
Еще при жизни отца перешел в католицизм, что позволило ему сделать карьеру на имперской службе. В 1600 году получил от папы Климента VIII разрешение на брак со своей племянницей, унаследовавшей от матери вестфальское графство Ритберг, небольшое владение в верховьях Эмса, которое зависело от ландграфства Гессен.
В 1602 году Иоганн стал имперским полковником, позднее был генералом испанской службы.
В 1604 году он помог князю-епископу Падерборна Дитриху фон Фюрстенбергу подчинить перешедший в евангелическое исповедание епископальный город силой оружия и не помешал жестокой расправе над протестантами.
Иоганн основал в Ритберге францисканский монастырь. После того, как его жена в 1618 году умерла при родах одиннадцатого ребенка, Иоганн правил графством Ритберг до своей смерти в 1625 году. Свою резиденцию в замке Ритберг граф усилил современными укреплениями, а главное здание было перестроено в стиле Везерского ренессанса.
В 1618 году был пожалован Филиппом III в рыцари ордена Золотого руна. Орденскую цепь получил 18 марта 1618 из рук эрцгерцога Альбрехта в Брюсселе.
В 1622 году графство было разграблено ордой наемников принца Христиана Брауншвейгского.
Погребён вместе с женой в Ритбергском монастыре.

## Семья
Жена (4 января 1601, Ритберг): Сабина Катарина Остфрисландская (1582—31 мая 1618), графиня фон Ритберг, дочь графа Энно III и графини Вальбургис фон Ритберг
Дети:
- Эдцард (2 февраля 1602—28 марта 1603)
- Анна Вальбургис (27 октября 1603—29 ноября 1604)
- Катарина Мария (28 октября 1604 —  ок. 1634). Муж: Франсуа де Ри де Ла-Палю, маркиз де Варамбон (ок. 1599—1648), сын Кристофа де Ри де Ла-Палю
- Эрнст Кристоф I (1 апреля 1606—31 декабря 1640), граф фон Ритберг. Жена (ок. 1625) Альбертина-Мария де Лабом де Сен-Мартен (ум. ранее 1663), дочь Филибера де Лабома, маркиза де Сен-Мартен, и Ламбертины де Линь
- Энно Филипп (23 марта 1608—14 мая 1636), каноник в Кельне, Страсбурге и Падерборне
- Леопольд (23 ноября 1609—14 ноября 1635), каноник в Кельне, Страсбурге и Падерборне
- Вальбургис Мария (8 мая 1612—13 июня 1613)
- Фердинанд Франц (4 октября 1613—27 июня 1648), каноник в Кельне, Страсбурге и Хальберштадте
- Клара София (7 марта 1615 — ?)
- Анна Клара (30 мая 1616 — ?)
- Иоганн IV (31 мая 1618 — 7 августа 1660), граф фон Ритберг. Жена (3 марта 1647): графиня Анна Катарина цу Зальм-Рейффершейдт (4 ноября 1624—6 ноября 1691), дочь графа Эрнста Фридриха цу Зальм-Рейффершейдта и графини Марии Урсулы цу Лейнинген-Дагсбург